# Camí del Mas Torroella
El Camí del Mas Torroella és una pista rural dels termes municipals de Sant Quirze Safaja i de Castellcir, a la comarca del Moianès. Com la major part dels camins, el seu nom és de caràcter descriptiu: és el camí que mena al Mas Torroella.
Arrenca de la carretera BV-1341, en el Pont del Solà, des d'on arrenca cap al nord. El primer tram és entre els carrers de la urbanització del Solà del Boix, on comparteix un primer tram amb el Camí de Puigdomènec; segueix el segon trencall cap a la dreta al nord del pont esmentat, des d'on el camí fa dues grans giragonses per guanyar alçada. Va a buscar el límit de ponent del Bosc de Can Closa; torna a fer dues fortes girades per enfilar-se a la carena, des d'on continua cap al nord, resseguint la part més oriental de la urbanització esmentada. En el moment que deixa enrere les cases de la urbanització, abandona el terme municipal de Sant Quirze Safaja per entrar en el de Castellcir.
Ja en terme castellcirenc, sempre cap al nord, passa ponent del Turó de Torroella per tal d'arribar de seguida al Mas Torroella, en quilòmetres des de l'inici.